# Laval, Mayenne
För andra betydelser, se Laval.
Laval är en stad och kommun i departementet Mayenne i nordvästra Frankrike. Dess invånare kallas lavallois. Folkmängden uppgick till 49 474 invånare i början av 2022, på en yta av 34,22 km². Det närmaste storstadsområdet (unité urbaine) hade 62 843 invånare 2007, på en yta av 101 km², medan Lavals hela storstadsregion (aire urbaine) hade 109 727 invånare samma år, på en yta av 772,2 km².
Bland Lavals äldre byggnader märks ett slott ursprungligen från 1000-talet. Ett yngre slott från 1500-talet har senare fungerat som domstolsbyggnad. Laval är biskopssäte och dess gotiska katedral är en annan av stadens mer sevärda byggnader.

## Befolkningsutveckling
Antalet invånare i kommunen Laval
| Referens: INSEE |

## Utbildning
- École supérieure d'informatique, électronique, automatique